# ساج‌ها
ساج‌ها  (Tectona) نام یک سرده از درختان جنگلی گرمسیری از خانواده نعناع، نعنائیان است. هر سه گونه آن اغلب در مجموع ساج نامیده می‌شوند.

## شرح
سردهٔ ساج‌ها بومی جنوب و جنوب شرقی آسیا، عمدتاً هند، پاکستان، بنگلادش، میانمار، اندونزی و تایلند است و معمولاً به عنوان بخشی از پوشش گیاهی جنگل‌های موسمی یافت می‌شود. آنها درختان بزرگی هستند که به ۳۰–۴۰ متر (۹۰–۱۲۰) رشد می‌کنند. ساج‌ها بلند و برگریز در فصل خشک هستند. ساج معمولی (Tectona grandis) یک گونه مهم اقتصادی است که منبع اکثر محصولات تجاری چوب ساج است.

## رده‌بندی
ساج‌ها متعلق به خانواده نعنائیان (در طبقه‌بندی‌های قدیمی‌تر در زمره شاه‌پسندیان) هستند. این سرده گاهی اوقات در زیرخانواده پونه‌ای‌وارهای استرالیا قرار می‌گیرد. سه گونه از ساج‌ها وجود دارد:
- ساج معمولی (Tectona grandis) با پراکندگی گسترده در بنگلادش، سری‌لانکا، میانمار، تایلند، چین، هند و پاکستان، مهم‌ترین گونه است.
- ساج داهات (Tectona hamiltoniana) یک گونه بومی محلی است که در میانمار، جایی که در معرض خطر انقراض است، محدود شده‌است.
- ساج فیلیپینی  (Tectona philippinensis) بومی فیلیپین و به‌شدت در معرض خطر است.

جنس Tectona یک نام حفظ شده در برابر مترادف هم‌گونه قبلی Theka Adans است. این جنس در ابتدا توسط کارل لینه جوان در سال ۱۷۸۲ توصیف شد.

## بزرگترین و قدیمی‌ترین ساج
بزرگترین و قدیمی‌ترین پرخت ساج در اوتارادیت تایلند است. بیش از ۱۵۰۰ سال قدمت دارد. ارتفاع آن ۴۷ متر است.